# Stadsbranden i Göteborg 1802
Stadsbranden i Göteborg 1802 var en av de största bränderna i Sveriges historia och orsakade omfattande skador i stora delar av staden Göteborg. Branden började den 4 september 1802 i en lada på Södra Hamngatan och spred sig sedan till de omgivande byggnaderna. På grund av starka vindar spreds elden snabbt och slukade flera kvarter i centrala Göteborg, inklusive hela stadsdelen Haga.
Trots att det fanns brandkår i Göteborg vid den här tiden, var deras utrustning och organisation bristfällig. Dessutom saknades en vattenförsörjning med tillräckligt högt tryck för att släcka en brand av denna omfattning. Branden fortsatte att härja i flera dagar och orsakade stora skador på många historiska byggnader, inklusive stora delar av Domkyrkan och flera stora handelshus.
Efter branden genomfördes flera reformer för att förbättra brandbekämpningen och stadsplaneringen i Göteborg, inklusive införandet av nya byggnadsbestämmelser och förbättrad utbildning av brandmän. Idag finns det en minnesplats över stadsbranden i Göteborg på platsen där branden började på Södra Hamngatan.